# Anton Kreß von Kressenstein († 1520)

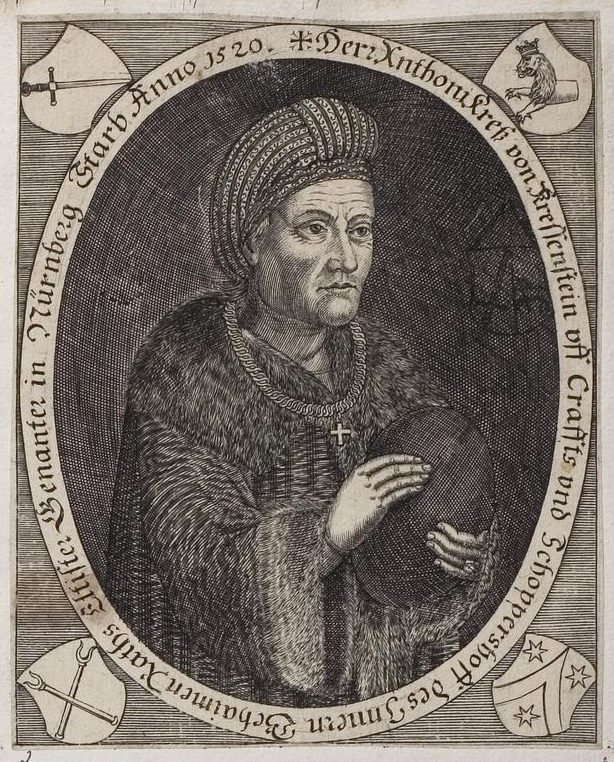
Anton Kreß (Stich aus dem 17. Jahrhundert)

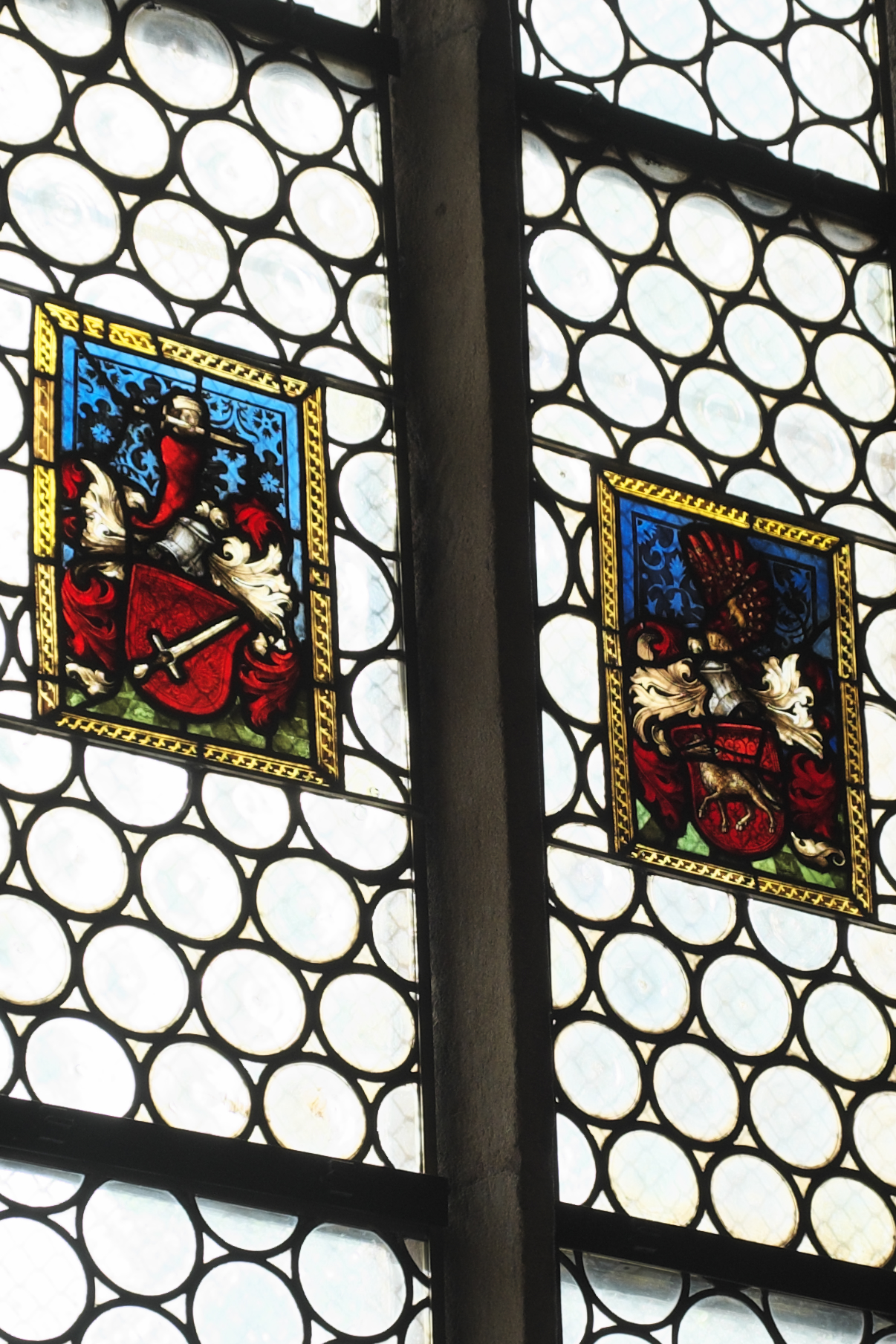
Wappen von Anton Kreß (links) und seiner Frau Katharina Löffelholz in der Kirche St. Jobst in Nürnberg-Erlenstegen, um 1507 (Veit-Hirschvogel-Werkstatt)

Anton Kreß von Kressenstein (* 1455 in Nürnberg; † 1520 ebenda) war 1492 Ratsherr und 1499 Rugsherr der Freien Reichsstadt Nürnberg. Er entstammte der Patrizierfamilie Kreß von Kressenstein.
Er war der Sohn von Hieronymus Kress (1413–1477) und dessen Ehefrau Margarete Grundherr († 1497).
Anton Kreß war seit 1473 mit Katharina Löffelholz († 1505) verheiratet, die ebenfalls aus einer Nürnberger Patrizierfamilie stammte.